# Mississippiflut 1927

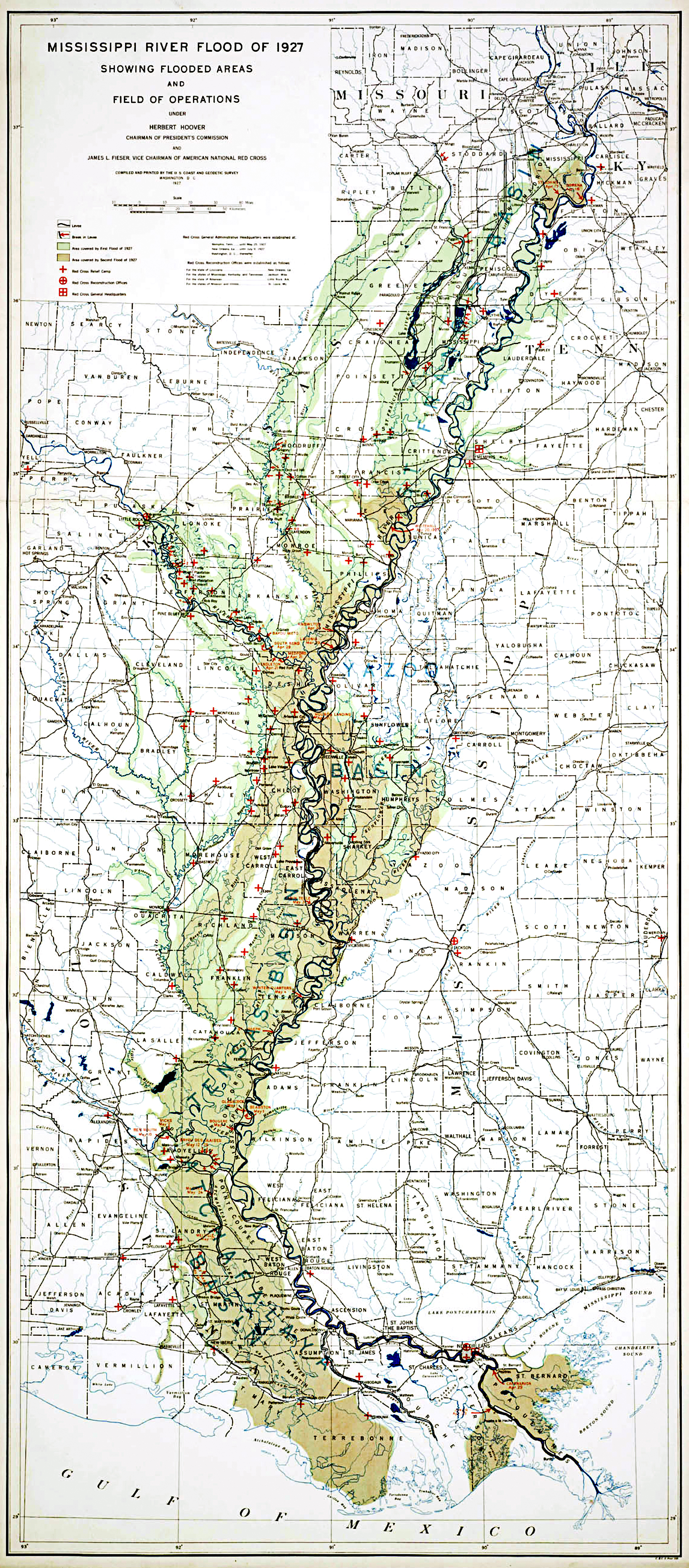
Das Überschwemmungsgebiet, zeitgenössische Karte

Die Mississippiflut von 1927 war ein Jahrhunderthochwasser und stellt die Flutkatastrophe mit den bislang verheerendsten Auswirkungen in der Geschichte der USA dar. Auf ihrem Höhepunkt waren 700.000 Menschen evakuiert und eine Fläche von 70.000 km² in den Bundesstaaten Arkansas, Illinois, Kentucky, Louisiana, Missouri, Mississippi und Tennessee überschwemmt. 

## Verlauf

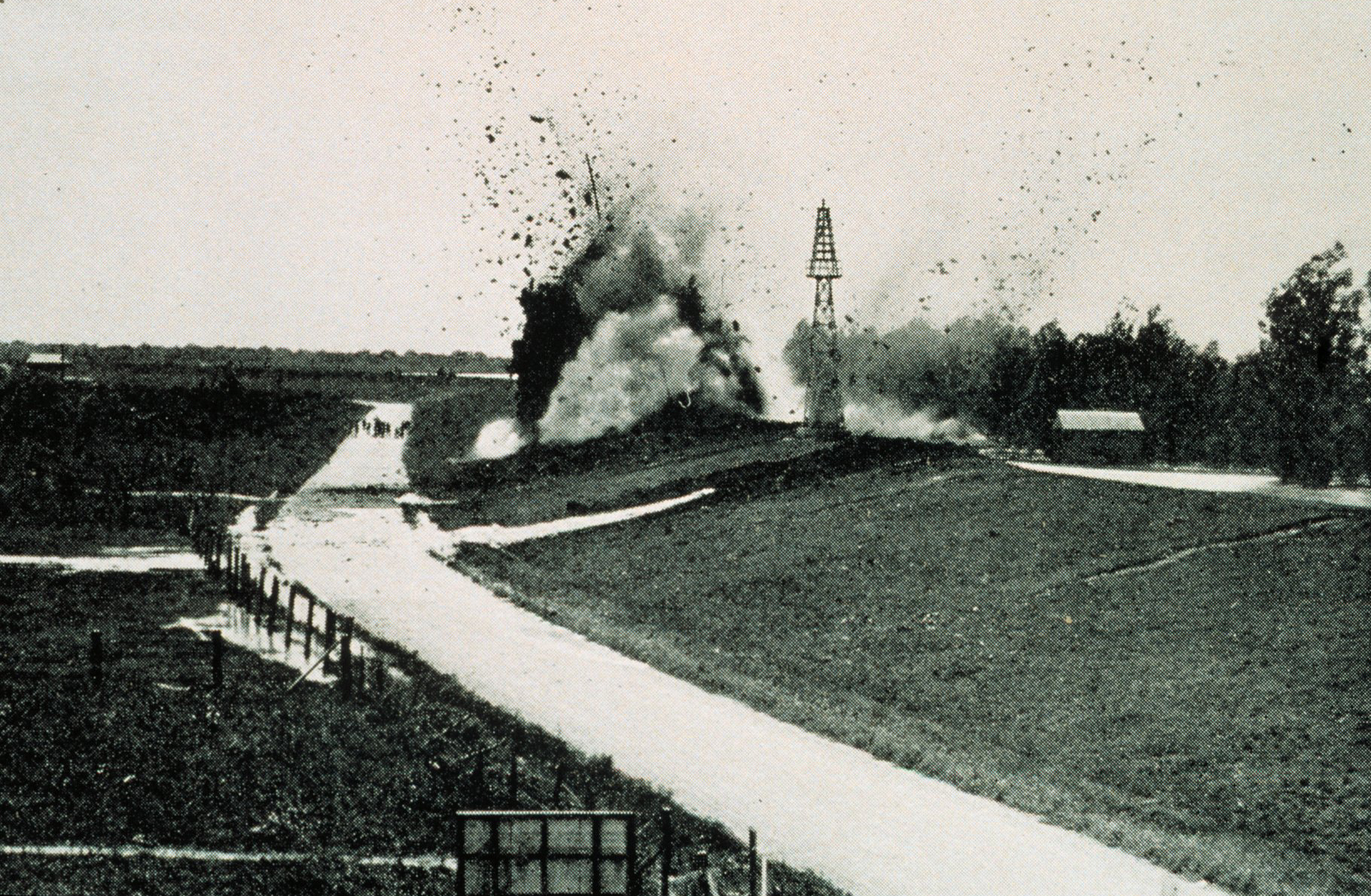
Sprengung der Dämme

Bereits im Winter 1926/27 speisten sich die Quellflüsse des Mississippi in Kansas und Iowa infolge heftiger Niederschläge bis an ihre Kapazitätsgrenze. Am 15. April 1927, Karfreitag, setzten über dem gesamten Mississippital und den angrenzenden Bundesstaaten heftige und anhaltende Regenschauer ein. Bis Mai hatte der Mississippi ab Memphis, Tennessee flussabwärts eine Breite von bis zu 97 Kilometern erreicht. Um die Flut von New Orleans, Louisiana abzuleiten, wurden im St. Bernard Parish mit Hilfe von 30 Tonnen Dynamit Dämme gesprengt; eine Maßnahme, die sich später als unnötig herausstellte, weil andere Dämme flussaufwärts von New Orleans gebrochen waren und so die Stadt weitestgehend verschonten. Es dauerte bis August, bis die Überschwemmungen vollständig abgeflossen waren.

## Auswirkungen

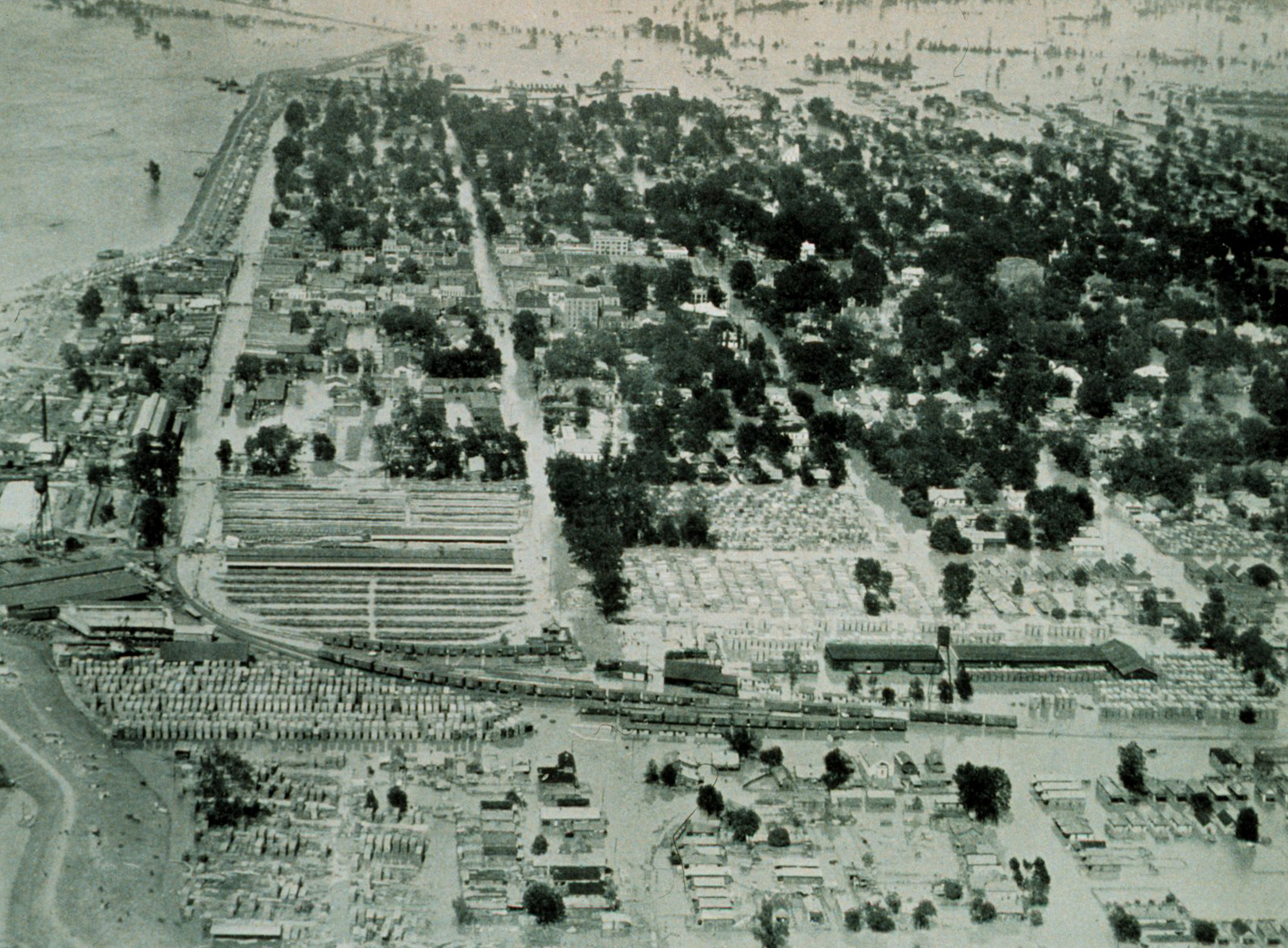
Blick auf das überschwemmte Greenville

### In Politik und Gesellschaft
1928 wurde der Flood Control Act verabschiedet und die US-Streitkräfte mit dem Ausbau der Hochwassersicherungen beauftragt, woraufhin das längste Dammsystem der Welt entstand. Politisch half die Flut dem damaligen Wirtschaftsminister Herbert Hoover in der Administration unter US-Präsident  Calvin Coolidge sich erstmals als Krisenmanager vor einem landesweiten Publikum zu präsentieren. Im Jahr darauf kandidierte er für die Präsidentschaft und konnte seinen demokratischen Gegenkandidaten besiegen. Während seiner Präsidentschaft kamen aber Details ans Licht, wie schlecht die Afroamerikaner in den Evakuiertencamps behandelt wurden. Schwarze mussten unter vorgehaltenen Waffen Deiche bauen, verhungerten in den Flüchtlingslagern und wurden nicht gerettet, während man sich nur um Weiße kümmerte. Dies kostete Hoover viele Sympathien und trug nicht zuletzt zu seiner Niederlage bei seiner Wiederkandidatur 1932 bei. 
Mehr als die Hälfte der von der Katastrophe betroffenen Bevölkerung waren Afroamerikaner und daher war die Flut einer der Faktoren, die die Great Migration der Afroamerikaner zwischen 1915 und 1930 förderte. Vor 1927 war diese Migration vom ländlichen Süden in die Industriestädte an den Großen Seen und in den Nordosten der USA auf ein Minimum geschrumpft.

### In der Popmusik
Kulturell schlug sich die Erinnerung an die Flut vor allem in der Folkmusik und im damals gerade entstehenden Genre des Delta Blues nieder. Künstler wie Kansas Joe und Memphis Minnie (When the Levee Breaks), Charley Patton (High Water Everywhere), Bessie Smith, Barbecue Bob und 
John Lee Hooker (Tupelo, 1960) beschäftigten sich damit. 
Der bekannteste Song Louisiana 1927 von Randy Newman erschien erst 1974 auf dem Konzeptalbum Good Old Boys. Nach dem Hurrikan Katrina im Jahr 2005 nahm Newman ihn mit Orchesterbegleitung erneut zugunsten der Katastrophen-Opfer auf, woraufhin die getragene Ballade zur inoffiziellen Hymne des Bundesstaates Louisiana wurde.